# Santuario della Madonna di San Calogero
Il Santuario della Madonna di San Calogero (o Calocero) è un edificio di culto cattolico di Caslino d'Erba.
Di origine medioevale, la piccola chiesa è situata a circa un chilometro di distanza dal centro abitato, in direzione di Scarenna (frazione di Asso) e di Ravella (frazione di Castelmarte dove il torrente Ravella, proveniente da Canzo, sfocia nel Lambro), sul pendio del monte Barzaghino sovrastante la piccola pianura alluvionale creata dal fiume Lambro tra Asso, Canzo e Caslino.
Il Santuario è una delle tappe del Cammino di Sant'Agostino.

## Storia e descrizione
Il santuario, la cui origine risale al X secolo, fu completamente riedificato nel 1608 e restaurato nel XIX secolo. Il suo nome è legato al culto mariano e a quello di san Calogero, il cui corpo secondo la tradizione sarebbe stato traslato nell'Abbazia di San Pietro al Monte, sempre sui monti del Triangolo Lariano.
Dell'edificio originario rimane testimonianza quasi del tutto intatta il campanile, costruito in pietra calcarea locale nel medesimo stile romanico presente in altre chiese dello stesso periodo distribuite nell'area del Triangolo lariano (in particolare: Sant'Alessandro a Lasnigo e la chiesa dei Santi Cosma e Damiano a Rezzago).
Al secondo quarto dell'XI secolo risale il campanile, in pietre squadrate, dichiarato monumento nazionale. Nonostante sia piuttosto basso e massiccio, è tuttavia caratterizzato dalla presenza di una finestra a bifora in un registro superiore, di una monofora chiusa nel corso dei restauri del XIX secolo in un registro di mezzo, nonché di una feritoia in un registro inferiore. I tre ordini sono separati da una cornice a denti di sega con archetti ciechi.
La chiesa presenta un nartice e finestrelle realizzati in stile barocco.
Al suo interno, la chiesa custodiva un dipinto, probabilmente seicentesco rappresentante la sacra famiglia, con la Madonna che sostiene Gesù infante che gioca con il cugino san Giovanni Battista; il dipinto venne rubato più volte, l'ultima alla fine del secolo scorso e da allora non più ritrovato; al suo posto ora si trova una copia.
La tradizione popolare locale, testimoniata da documenti risalenti al 1561, attribuiva miracoli e grazie alla Madonna venerata in questo santuario, che secondo la tradizione orale sarebbe apparsa alcune volte a dei bambini distribuendo loro dei frutti.
Al santuario si accede percorrendo un viottolo fiancheggiato da cipressi, al termine del quale, a fianco della chiesa, vi è uno spiazzo con una grande croce in ferro e una serie di 15 edicole, poste sul muretto perimetrale, contenenti altorilievi in ceramiche rappresentanti i 15 misteri del rosario sulla vita di Cristo.